# 人生差一點
《人生差一點》（英語：Close Enough）是由詹姆斯·加兰·昆塔創作的動畫情景喜劇。於2017年在TBS播出，但在HBO Max上面臨各種延遲和挫折，最終定案2020年7月9日首播。
由於其正面評價，不少人將其與作者的另一部在卡通頻道播放的作品《天兵公園》作比較。2022年7月，HBO Max在播出三季後取消了該劇，一個月後，該劇被從HBO Max平台上被移除。該劇於Netflix上全球發行，直至2023年5月亦在平台上被移除。

## 故事概要
故事講述一對三十歲出頭的夫妻喬許和艾蜜莉以及女兒坎蒂絲，加上好友艾力克斯和布麗姬(兩人為一對已離婚的夫妻)一同住在洛杉磯的複式單位裡，經常各種日常生活麻煩事，只是過程永遠會發生各種超現實升級（甚至包含那些經常出現在科學幻想和奇幻作品中的情節）。

## 角色

### 主要角色
- 喬書亞「喬許」·辛格頓 (英語：Joshua "Josh" Singleton)

(由詹姆斯·加兰·昆塔配音)－一名有抱負的電玩開發人員，為Plugger-Inners工作；以極客小隊為基礎的電視安裝公司。他的外表和舉止都以昆塔為原型。昆塔也為自己配音。
- 艾米麗·拉米雷斯 (英語：Emily Ramirez)

(由加布里埃爾·沃爾什配音)－喬許的妻子，在一家名為FoodCorp的食品公司擔任助理。艾蜜莉和布麗姬在當地的咖啡館彈吉他、唱歌，希望能出名。她是以昆塔的妻子卡斯亞為原型創作的。沃爾什也為自己配音。
- 坎蒂絲·辛格頓-拉米雷斯 (英語：Candice Singleton-Ramirez)

(由傑西卡·迪西科配音)－喬許和艾米麗的六歲女兒 (從〈Birthdaze〉起)，她非常活躍，並且與學校工作。她從一所佚名小學轉學至Chamomile小學，這所小學的孩子們四處亂跑，還撞翻了校車，導致司機死亡。迪西科也為自己配音。
- 艾力·多彭伯格 (英語：Alex Dorpenberger)

(由傑森·曼祖卡斯配音)－喬許的最好朋友和布麗姬的前夫，他是社區大學教授，也是一位苦苦掙扎的維京主題幻想小說作家。他是位陰謀論者。在劇中結局〈Match Made in Valhalla〉之後，艾力和布麗姬又重新在一起了。曼祖卡斯也為自己配音。
- 布麗姬·羽島 (英語：Bridgette Hashima)

(配音：貴美子·格倫)－艾米麗的最好朋友和艾力的前妻。她是一位日裔美國社群媒體影響者，也是與艾蜜莉在樂團中的兼職喜劇創作歌手。在第一季的一集中，透露她的中間名被透露為“無壓力”，這是她在吸毒期間授權合法更改名字的結果。格倫也為自己配音。
- 珀爾·華森 (英語：Pearle Watson)

(由丹妮爾·布魯克斯配音)－一名退休的非裔美國洛杉磯警察局警察，也是這棟複式公寓的女房東。
- 蘭德爾「蘭迪」·華森 (英語：Randall "Randy" Watson)

(由詹姆斯·阿多米安配音)－珀爾的白人養子，也是這棟複式公寓的物業經理。他的親生父母懷亞特·特里克爾和黛博拉·特里克爾因從多輛汽車中偷取汽油而被捕後，他被珀爾收養。第三季中，蘭迪被揭露為同性戀者。

### 配角
- 提摩西·坎貝爾先生 (英語：Mr. Timothy Campbell)

(由約翰·厄爾利 (喜劇演員)配音)－坎蒂絲在Chamomile小學的嬉皮老師。
- 索爾特先生 (英語：Mr. Salt)

(由弗雷德·斯托勒配音)－艾米麗在FoodCorp的老闆。
- 格蘭茲醫生 (英語：Dr. Glandz)

(由雪莉·歐特麗配音)－在一家名為Pretty Good Samaritan的醫院工作的醫生。
- 但丁 

(由尤金·科德爾配音)－喬許在Plugger-Inners的同事之一，擁有一隻義肢下臂。
- 喬喬 

(由莫·柯林斯配音)－一名騎車女騎手，也是酷媽媽組織 (Cool Mums)的領袖，也是坎蒂絲的同學米婭的母親。
- 特里什 (英語：Trish)

(由凱特·希金斯配音)－酷媽媽組織的前成員，也是坎蒂絲的最好朋友兼同學麥迪的母親。
- 羽島夫人 (英語：Ms. Hashima)

(由中村秀智配音)－布麗姬的母親，一位成功的女商人。

### Additional voices
- 威廉·薩萊耶（英语：William Salyers）
- 馬克斯·米特爾曼（英语：Max Mittelman）
- 羅傑·克雷格·史密斯
- 艾莉卡·林貝克
- 弗瑞德・塔塔薛瑞（英语：Fred Tatasciore）
- 凱文·邁克爾·理查森
- 馬修·默瑟
- 格蕾·德萊爾
- 史考特·門維爾
- 阿里·希利斯（英语：Ali Hillis）
- 埃里克·鮑扎（英语：Eric Bauza）
- 凱特·米庫奇（英语：Kate Micucci）
- 馬克·埃文·傑克遜（英语：Marc Evan Jackson）
- 山姆·馬林 (英語：Sam Marin)
- 伊登·里格爾
- 艾希莉·強森
- 考特尼·泰勒
- 克里斯·考克斯
- 蘇珊·布萊克史利
- 崔維斯·威林漢姆（英语：Travis Willingham）
- 史考特·懷特（英语：Scott Whyte）
- 特羅伊·貝克
- 勞倫·拉普庫斯（英语：Lauren Lapkus）
- 南希·利納裡（英语：Nancy Linari）
- 凡妮莎·馬歇爾（英语：Vanessa Marshall）
- 蘿拉·貝莉

### 客串角色
- 「怪人奧爾」揚科維奇飾演自己
- 大衛·赫索霍夫飾演自己
- 諾埃爾·菲爾丁（英语：Noel Fielding）飾演Snailathan Gold
- 大衛·弗利飾演弗格森博士 (英語：Dr. Ferguson)
- 喬治·洛佩茲飾演Wurst兄弟首領
- 馬特·貝瑟（英语：Matt Besser）飾演Bush Guy
- 瑞秋·德拉奇（英语：Rachel Dratch）飾演梅瑞迪斯·布里德莫爾 (英語：Meredith Breedmore)
- 塞思·莫里斯（英语：Seth Morris）飾演機器人守衛/安德斯 (英語：Anders)
- 珍·林奇飾演巴布 (英語：Barb)
- 克里斯·帕內爾飾演榮恩 (英語：Ron)
- 傑西卡·聖克萊爾（英语：Jessica St. Clair）飾演阿樂 (英語：Joy)
- 里奇·索莫飾演基思·納什 (英語：Keith Nash)
- 布倫特·溫巴赫（英语：Brent Weinbach）飾演李 (英語：Lee)
- 史蒂夫·艾吉（英语：Steve Agee）飾演戴維·韋格曼 (英語：Davey Wegman)
- 茱蒂·葛瑞兒飾演妮基 (英語：Nikki)
- Diamond White（英语：Diamond White (singer)）飾演凱特琳·奧斯曼 (英語：Caitlin Olsman)/年輕的珀爾
- 凱特·伯蘭特（英语：Kate Berlant）飾演River Lake
- 保羅·F·湯普金斯（英语：Paul F. Tompkins）飾演The Amazing Sardini
- 莉亞·德拉莉亞（英语：Lea DeLaria）飾演囚犯
- 霍雷肖·桑斯（英语：Horatio Sanz）飾演拉烏爾 (英語：Raoul)
- 列儂·帕漢姆（英语：Lennon Parham）飾演Toluca Lake
- 詹姆斯·厄爾巴尼亞克飾演Commercial Bot
- 惠特默·托馬斯（英语：Whitmer Thomas）飾演The Goosh
- 喬丹·布萊克（英语：Jordan Black (actor)）飾演Pterodactyl
- 斯凱勒·吉桑多（英语：Skyler Gisondo）飾演卡梅倫 (英語：Cameron)
- 瑞秋·布魯姆飾演基拉 (英語：Kira)
- 米凱拉·沃特金斯（英语：Michaela Watkins）飾演布蕾妮·畢曉普 (英語：Brienne Bishop)
- 海蒂·加德納飾演奧菲拉 (英語：Ophira)
- 海蒂·加德納飾演貝卡 (英語：Becca)
- 貝克·班尼特（英语：Beck Bennett）飾演呂克 (英語：Luc)
- 大衛·柯屈納飾演懷亞特·特里克爾 (英語：Wyatt Trickle)
- 溫蒂·馬利克（英语：Wendie Malick）飾演黛博拉·特里克爾 (英語：Deborah Trickle)
- 凱斯·大衛飾演「世界上最偉大的老師」馬克杯 (英語："World's Greatest Teacher" mug)
- 托馬斯·列儂飾演Henri
- 肯·馬里諾飾演戴夫·科利德 (英語：Dave Colider)
- 拉雷恩·紐曼（英语：Laraine Newman）飾演弗雷德里卡 (英語：Frederica)
- Monét X Change（英语：Monét X Change）飾演瑪戈 (英語：Margo)
- 安傑利卡·華盛頓（英语：Anjelika Washington）飾演律姬 (英語：Rikki)
- 李奧納多·南飾演泰 (英語：Ty)
- 妮基·格拉澤（英语：Nikki Glaser）飾演拉內薩 (英語：Ranessa)
- 亨利·温克勒飾演艾力的爸爸
- 喬治·紐博恩飾演山姆·斯諾德 (英語：Sam Snood)
- 布萊恩·布雷瑟（英语：Brian Blessed）飾演傑克·克萊格霍恩 (英語：Jack Kleghorn)
- 安迪·達利飾演Obo
- 基斯·薩拉巴伊卡（英语：Keith Szarabajka）飾演山姆「睡魔」·桑德斯 (英語：Sam "The Sandman" Sanders)
- 丹尼·庫克西（英语：Danny Cooksey）飾演小桑迪 (英語：Little Sandy)

## 製作及發行
該系列於2017年5月首次被宣佈會播出，四個月前，昆塔的上一部影集《天兵公園》在姊妹頻道卡通頻道上結束播出。該劇最初宣布將在TBS播出，但被推遲了好幾次。後來透露，TBS曾計劃將該節目作為其自己動畫段落的一部分首映，但由於其共同創作者路易·C·K承認有多起性行為不當事件，《警察》的製作無法順利進行而使計劃告一段落。2019年10月29日，宣布該劇將轉移至HBO Max。第三集的後半部於2020年6月15日在安錫國際動畫影展首映。
2020年8月6日，該劇續訂第二季。隔月，該劇以Netflix原創影集在Netflix進行國際發行，於2020年9月14日開始在拉丁美洲上映。
第二季於2021年2月25日在HBO Max上首播。在本季首播之前，已於2021年2月10日宣布推出第三季。第二季於2021年5月26日在Netflix上作國際上映。該劇集於2023年5月從Netflix全球平台下架。
2021年10月24日，前兩季將在iTunes上開始提供數位版本售買。第三季於2022年5月8日以數位方式發行。
隨著宣布TBS和特納電視網的 Front Row部門，該系列於2021年10月25日在前者網路上首次亮相。
第三季於2022年4月7日在HBO Max上首播。2022年7月15日，HBO Max在播出三季後取消了該劇。
2022年8月17日，該串流平台宣布移除幾部節目，包括《人生差一點》。該節目於2023年10月從數位購買平台移除。

## 集數列表
| 季數 | 故事數 | 集数 | 集数 | 上線日期      | 上線日期      |
| ---- | ------ | ---- | ---- | ------------- | ------------- |
| 1    | 15     | 8    | 8    | 2020年7月9日  | 2020年7月9日  |
| 2    | 16     | 8    | 8    | 2021年2月25日 | 2021年2月25日 |
| 3    | 15     | 8    | 8    | 2022年4月7日  | 2022年4月7日  |

### 第一季 (2020)
第一季原定10集，但開播時只發布了8集。
| 總集數 | 集數 （季） | 標題                                                    | 導演                           | 編劇                                                                                  | 故事板圖執導 | 上線日期     | TBS播出日期    | 美國linear收視人數 （百萬） |
| ------ | ----------- | ------------------------------------------------------- | ------------------------------ | ------------------------------------------------------------------------------------- | --- | ------------ | -------------- | --------------------------- |
| 1      | 1           | 罪惡的愉悅 Quilty Pleasures完美的房子 The Perfect House | 肖恩·塞萊斯肖恩·塞萊斯及黃嘉文 | 明蒂·路易士、萊恩·佩奎因和瑪德琳·奎裡佩爾明蒂·路易士                                  | 阿米德爾·達利瓦爾、萊恩·佩奎因、瑪德琳·奎裡佩爾和安德烈斯·薩拉夫阿米德爾·達利瓦爾和安德烈·斯薩拉夫                                                            | 2020年7月9日 | 2021年10月25日 | 0.19                        |
| 2      | 2           | 攔截時空禁區 Logan's Run'd教室家長 Room Parents         | 詹姆斯·加蘭·昆塔和黃嘉文       | 克里斯·庫拉亞倫·伯德特                                                                | 大衛·戴維斯和盧思迪陳慧嫻及卡爾·拉姆齊 | 2020年7月9日 | 2021年11月2日  | 0.32                        |
| 3      | 3           | 滑板老爹 Skate Dad百分百無憂 100% No Stress Day         | 黃嘉文肖恩·塞萊斯              | 明蒂·劉易斯及詹姆斯·加蘭·昆塔比爾·奧克利和瑪蓮娜·羅德里格斯                           | 歐文·丹尼斯、萊恩·佩奎因、安德烈斯·薩拉夫和山姆·斯皮納克里斯·艾利森、班頓·康納、阿米德爾·達利瓦爾、瑪德琳·奎裡佩爾、萊恩·佩奎因、安德烈斯·薩拉夫和山姆·斯皮納 | 2020年7月9日 | 2021年11月8日  | 0.32                        |
| 4      | 4           | 惡作劇大戰 Prank War酷媽團 Cool Moms                    | 肖恩·塞萊斯                    | 明蒂·劉易斯、萊恩·佩奎因、馬特·普萊斯及瑪德琳·奎裡佩爾班·亞當斯、勞爾·格拉及法比安·佟 | 歐文·丹尼斯、萊恩·佩奎因及山姆·斯皮納 | 2020年7月9日 | 2021年11月15日 | 待定                        |
| 5      | 5           | 機器人家教 Robot Tutor頂尖玩家 Golden Gamer             | 肖恩·塞萊斯黃嘉文              | 麥特·普萊斯                                                                           | 克里斯·艾利森、萊恩·佩奎因、瑪德琳·奎裡佩爾和山姆·斯皮納麥克·伯蒂諾和山姆·斯皮納                                                                              | 2020年7月9日 | 2021年11月22日 | 待定                        |
| 6      | 6           | 再會了，小子們 So Long Boys這樣拍手 Clap Like This      | 黃嘉文                         | 馬特·普萊斯和迪帕克·塞西                                                              | 克里斯·艾利森、阿米德爾·達利瓦爾、萊恩·佩奎因和安德烈斯·薩拉夫克里斯·艾利森、麥克·伯蒂諾、歐文·丹尼斯、萊恩·佩奎因和山姆·斯皮納                               | 2020年7月9日 | 2021年11月29日 | 待定                        |
| 7      | 7           | 第一次約會 First Date厲害蝸牛 Snailin' It               | 黃嘉文肖恩·塞萊斯              | 瑪蓮娜·羅德里格斯和克里斯蒂·格蘭特明蒂·劉易斯                                         | 麥克·伯蒂諾、安德烈斯·薩拉夫和山姆·斯皮納阿米德爾·達利瓦爾和安德烈斯·薩拉夫                                                                                   | 2020年7月9日 | 2021年12月6日  | 待定                        |
| 8      | 8           | 坎蒂絲特派員 The Canine Guy                             | 黃嘉文                         | 安德烈斯·薩拉夫和迪帕克·塞西                                                          | 阿米德爾·達利瓦爾、安德烈斯·薩拉夫和山姆·斯皮納 | 2020年7月9日 | 2021年12月13日 | 待定                        |

### 第二季 (2021)
這季每一集由詹姆斯·加蘭·昆塔及黃嘉文執導。
| 總集數                                                                                          | 集數 （季） | 標題                                                             | 編劇                                                     | 故事板圖                                    | 首播日期      | TBS播出日期   |
| ----------------------------------------------------------------------------------------------- | ----------- | ---------------------------------------------------------------- | -------------------------------------------------------- | ------------------------------------------- | ------------- | ------------- |
| 9                                                                                               | 1           | Josh Gets ShreddedMeet The Frackers                              | 蓋布·德拉哈耶亞倫·伯德特                                 | 李珍和詹姆斯·加蘭·昆塔陳慧嫻及卡爾·拉姆齊   | 2021年2月25日 | 2022年1月24日 |
| 10                                                                                              | 2           | SaucefaceHouseguest From Hell                                    | 克里斯·庫拉梅麗莎·亨特                                   | 拉烏·格拉和潔西卡·徐大衛·戴維斯和盧思迪     | 2021年2月25日 | 2022年1月31日 |
| 歌曲:滾石樂隊的"你聽不到我敲門嗎"                                                               |             |                                                                  |                                                          |                                             |               |               |
| 11                                                                                              | 3           | Joint BreakCyber Matrix                                          | 蓋布·德拉哈耶                                            | 拉烏·格拉和潔西卡·徐大衛·戴維斯和盧思迪     | 2021年2月25日 | 2022年2月7日  |
| 歌曲:破嘴合唱團的"滿天星" (《人生差一點》混音)                                                  |             |                                                                  |                                                          |                                             |               |               |
| 12                                                                                              | 4           | Haunted CouchMan Up                                              | 艾莉森·阿戈斯蒂克里斯·庫拉                               | 約翰尼·科斯特和李珍                         | 2021年2月25日 | 2022年2月14日 |
| 歌曲:正義兄弟的"奔放的旋律"                                                                     |             |                                                                  |                                                          |                                             |               |               |
| 13                                                                                              | 5           | HandyBirthdaze                                                   | 瑪蓮娜·羅德里格斯約翰·阿布德、亞倫·伯德特和邁克爾·科爾頓 | 拉烏·格拉和潔西卡·徐李珍                    | 2021年2月25日 | 2022年2月21日 |
| 14                                                                                              | 6           | Time HoochWorld's Greatest Teacher                               | 克里斯·庫拉和克雷格·羅溫克里斯·庫拉                      | 拉烏·格拉和潔西卡·徐陳慧嫻及卡爾·拉姆齊     | 2021年2月25日 | 2022年2月28日 |
| 歌曲:惠特妮·休斯顿的"The Greatest Love of All";喬治·邁克爾和艾瑞莎·弗蘭克林的"我知道你在等(我)" |             |                                                                  |                                                          |                                             |               |               |
| 15                                                                                              | 7           | Where'd You Go, Bridgette?The Erotic Awakening of A. P. LaPearle | 瑪蓮娜·羅德里格斯克里斯·庫拉                             | 陳慧嫻及卡爾·拉姆齊瑪希·博恩斯和大衛·戴維斯 | 2021年2月25日 | 2022年3月7日  |
| 16                                                                                              | 8           | Men Rock!Secret Horse                                            | 史蒂芬妮·阿曼特-里特艾莉森·阿戈斯蒂                      | 瑪希·博恩斯和大衛·戴維斯陳慧嫻及卡爾·拉姆齊 | 2021年2月25日 | 2022年3月14日 |

### 第三季 (2022)
| 總集數                                             | 集數 （季） | 標題                                      | 編劇                                                     | 故事板圖                                            | 首播日期     |
| -------------------------------------------------- | ----------- | ----------------------------------------- | -------------------------------------------------------- | --------------------------------------------------- | ------------ |
| 17                                                 | 1           | Where the Buffalo RoamVenice Vengeance    | 艾琳·阿爾瓦雷斯和亞倫·伯德特艾琳·阿爾瓦雷斯              | 盧思迪和朴惠琳莎米·薩沃斯和泰南·威爾遜              | 2022年4月7日 |
| 18                                                 | 2           | HellspitalCandice Candice Revolution      | 亞倫·伯德特肖恩·奧康納                                   | 大衛·戴維斯和比亞·里特莎米·薩沃斯和泰南·威爾遜      | 2022年4月7日 |
| 歌曲:雷蒙斯的"Judy is a Punk"(出自雷蒙斯 (專輯))   |             |                                           |                                                          |                                                     |              |
| 19                                                 | 3           | Randy Free SolosSummer Job                | 亞倫·伯德特艾莉森·阿戈斯蒂                               | 盧思迪和潔西卡·徐莎米·薩沃斯和泰南·威爾遜           | 2022年4月7日 |
| 20                                                 | 4           | Bridgette the BrainNever Meet Your Heroes | 席艾拉·卡托亞倫·伯德特                                   | 盧思迪和和朴惠琳丹·戴維斯和比亞·里特                | 2022年4月7日 |
| 21                                                 | 5           | Robots with BenefitsThe Weird Kid         | 喬丹·楊艾莉森·阿戈斯蒂                                   | 拉烏·格拉和潔西卡·徐約翰尼·科斯特和李珍             | 2022年4月7日 |
| 歌曲:The Offspring的"Pretty Fly (for a White Guy)" |             |                                           |                                                          |                                                     |              |
| 22                                                 | 6           | Legend of the PierBike & Survive          | 席艾拉·卡托艾莉森·阿戈斯蒂、艾琳·阿爾瓦雷斯和亞倫·伯德特 | 大衛·戴維斯和比亞·里特陳慧嫻、盧思迪和威廉·威比索諾 | 2022年4月7日 |
| 23                                                 | 7           | Halloween Enough                          | 亞倫·伯德特、肖恩·奧康納和奧佩耶米·奧拉格巴朱            | 大衛·戴維斯、盧思迪、比亞·里特和徐婕茜              | 2022年4月7日 |
| 歌曲:吉米·巴菲特的"瑪格麗塔維爾"                   |             |                                           |                                                          |                                                     |              |
| 24                                                 | 8           | The Perfect CoupleMatch Made in Valhalla  | 艾莉森·阿戈斯蒂席艾拉·卡托                               | 陳慧嫻及威廉·威比索諾盧思迪和比亞·里特              | 2022年4月7日 |
| 歌曲:黑暗乐队的"我相信一個叫做愛情的事物"          |             |                                           |                                                          |                                                     |              |

## 迴響
爛番茄根據19條評論的支持率為100%，平均評分為7.9/10。上面寫道：“完全荒謬但又完全相關，《足夠接近》捕捉到了成年人的奇怪經歷。”
在Metacritic上，基於6條評論，平均得分為74，總分100，評價為“普遍好評”。

## 外部連結
- 人生差一點[]on Netflix
- Close Enough （页面存档备份，存于） on HBO Max
- 互联网电影数据库（IMDb）上《人生差一點》的资料（英文）